# Brivezac
Brivezac is een voormalige gemeente in het Franse departement Corrèze in de regio Nouvelle-Aquitaine en telt 199 inwoners (1999). De plaats maakt deel uit van het arrondissement Brive-la-Gaillarde.

## Geschiedenis
In 632 werd op de plek van Brivezac een proosdij gesticht door de abdij van Solignac. De locatie was de enige oversteek van de rivier Dordogne tussen Argentat en Quercy. De priester van de proosdij kreeg vervolgens 46 parochies in de omgeving onder zich.
In de 9e eeuw stichtte grootgrondbezitter Rodulphe een nieuwe abdij in het nabijgelegen Beaulieu-sur-Dordogne. Tussen de abdij van Beaulieu en de proosdij van Brivezac ontstond vervolgens een rivaliteit op het gebied van relikwieën: de abdij had de lichamen van drie heiligen weten te bemachtigen, de proosdij wist het lichaam van de heilige Fauste te vinden.
Op 1 januari 2019 ging Brivezac op in de gemeente met Beaulieu-sur-Dordogne, die daarmee de status van commune nouvelle kreeg.

## Geografie
De oppervlakte van Brivezac bedraagt 8,3 km², de bevolkingsdichtheid is 24,0 inwoners per km².
De onderstaande kaart toont de ligging van Brivezac met de belangrijkste infrastructuur en aangrenzende gemeenten.

## Demografie
Onderstaande figuur toont het verloop van het inwonertal.